# Pere Molas i Ribalta
Pere Molas i Ribalta (Barcelona, 1942) és un historiador català. Des del 1966 ha treballat com a professor de la Universitat de Barcelona, en la qual ocupa la càtedra d'història moderna. S'ha especialitzat en l'evolució dels diferents estaments de la societat catalana de l'Antic Règim, incloent l'àmbit institucional i la prosopografia. Reconegut especialista en Gremis de Barcelona.
És membre de Reial Acadèmia de la Història des del 1987, i ha estat president de l'Asociación Española de Historia Moderna el 1991-1993 i director de l'Índice Histórico Español des del 1994 Del 2006 al 2018 va ser president de l'Acadèmia de Bones Lletres de Barcelona, institució de la qual és acadèmic des de 1999.
Fou l'únic català membre de la Comissió de Geografia i Història que participà en la redacció del Pla d'Ensenyament d'Humanitats creat pel govern de José María Aznar el 1997.

## Obres
- Los gremios barceloneses del siglo XVIII (1970)
- Societat i poder polític a Mataró (1718-1808) (1974) Premi Iluro de Monografia Històrica
- Economia i societat en el segle XVIII (1975)
- Comerç i estructura social a Catalunya i València els segles XVII i XVIII (1977)
- Historia social de la administración española. Estudios sobre los siglos XVII y XVIII (1980)
- Família i política al segle xvi català (1990)
- Catalunya i la Casa d'Àustria (1996)
- La Audiencia borbónica del Reino de Valencia (1999)
- Textos clásicos para la historia de Cataluña (2000)
- Los magistrados de la Ilustración (2001)
- L'alta noblesa catalana a l'Edat Moderna (2004)